# Processus transversus vertebrae

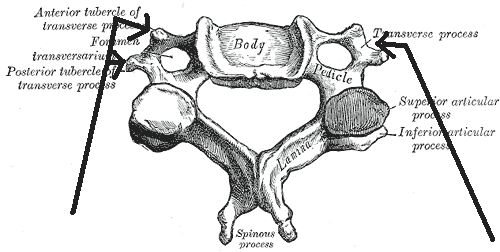
Egy nyakcsigolya (a nyíl mutatja nyúlványt és az azon lévő két apró dudort).

A harántnyúlvány vagy processus transversus vertebrae a csigolya nyúlványa, melyből kettő tartozik a csigolyához, mindkét oldalon egy-egy, a pediculus arcus vertebrae és a processus articularis inferior vertebrae felett.